# Carl Th. Dreyer Prisen
Carl Th. Dreyer Prisen er en dansk filmpris, der uddeles til fortrinsvis til yngre filminstruktører og andre filmfolk som en anerkendelse for en fremragende kunstnerisk indsats. Prisen uddeles hvert år omkring Carl Th. Dreyers fødselsdag, 3. februar – første gang i 1991. Med prisen følger et legat på 30.000 kr. eller 50.000 kr., afhængigt af om der er en eller to prismodtagere det givne år.
Prisen uddeles af Carl Th. Dreyers Mindefond, hvis midler stammer fra en fast procentdel af de løbende indtægter fra salg og udlejning af Dreyers klassiker Jeanne d'Arcs lidelse og død fra 1928.

## Modtagere
- 1991: Susanne Bier
- 1992: ikke uddelt
- 1993: Birger Larsen
- 1994: Janus Billeskov Jansen
- 1995: Niels Vørsel
- 1996: Lars von Trier
- 1997: Bo hr. Hansen
- 1998: Jonas Elmer
- 1999: Christian Braad Thomsen og Thomas Vinterberg
- 2000: Lotte Svendsen og Nicolas Winding Refn
- 2001: Lone Scherfig og Per Fly
- 2002: Ole Christian Madsen og Åke Sandgren
- 2003: Annette K. Olesen og Jesper W. Nielsen
- 2004: Christoffer Boe
- 2005: Max Kestner
- 2006: Dagur Kári
- 2007: Niels Arden Oplev
- 2008: Morten Hartz Kaplers
- 2009: Henrik Ruben Genz
- 2010: Nils Malmros[1]
- 2011: Michael Noer og Tobias Lindholm
- 2012: Mads Brügger
- 2013: Nikolaj Arcel
- 2014: Manuel Alberto Claro og Jan Troell (ærespris)
- 2015: Anders Østergaard
- 2016: Martin Zandvliet
- 2017: Puk Grasten og Christian Tafdrup
- 2018: Hlynur Pálmason
- 2019: Isabella Eklöf
- 2021: Malou Reymann og Frelle Petersen
- 2020: May el-Toukhy og Maren Louise Käehne
- 2022: Lisa Jespersen
- 2023: Ali Abbasi
- 2024: Lea Glob

## Eksternt link
Carl Th. Dreyer websitet om Carl Th. Dreyer Prisen:  http://www.carlthdreyer.dk/OmDreyer/Biografi/Dreyer-prisen.aspx Arkiveret 5. januar 2016 hos  Wayback Machine